# Эльменхорст (Лихтенхаген)
Эльменхорст (нем. Elmenhorst/Lichtenhagen) — община в Германии, ганзейский город, расположен в земле Мекленбург-Передняя Померания.
Входит в состав района Бад-Доберан. Подчиняется управлению Варнов-Вест. Население составляет 4196 человек (на 31 декабря 2010 года). Занимает площадь 12,05 км².
- Церковь